# دی‌نیترو-اورتو-کرزول
دی‌نیترو-اورتو-کرزول (به انگلیسی: Dinitro-ortho-cresol) یک ترکیب شیمیایی با شناسه پاب‌کم ۶۸۱۳۱ است. 